# Castelnovetto
Castelnovetto (Castarnöv in dialetto lomellino) è un comune italiano di 523 abitanti della provincia di Pavia in Lombardia. Si trova nella Lomellina occidentale, nella pianura tra il Sesia e l'Agogna. L’abitato sorge alla sinistra del cavo Ladro, con pianta compatta, e si è sviluppato prevalentemente lungo la strada che lo collega alla SP 596 Robbio-Mortara.

## Storia
Distrutto dai milanesi nel secolo XII, quando ancora si chiamava solo Castrum, venne riedificato e quindi gli fu aggiunto l'appellativo di novetum, è citato quindi come Castrum Novetum nell'elenco delle terre pavesi del 1250. Nel secolo successivo fu assegnato da Arrigo VII ai Langosco, conti di Lomello (1311) e successivamente fu dato in signoria da Carlo IV (1355) ai Beccaria, probabilmente del ramo di Arena Po. Nel 1407, durante la crisi del ducato visconteo, si diede al Marchese del Monferrato, ma ben presto tornò ai Visconti e poi agli Sforza. Questi, nel 1454, lo infeudarono al ministro Cicco Simonetta. Da questo punto in avanti seguì le stesse vicende della vicina Valle Lomellina, con una girandola di brevi infeudazioni: ad Antonio Tasino di Ferrara nel 1479, al cardinal d'Amboise nel 1499, l'anno dopo al ministro ducale Bergonzo Botta, nel 1527 a un capitano spagnolo distintosi nella Battaglia di Pavia, Filippo Herrera, e successivamente a un ramo cadetto dei Visconti. Morto Luigi Visconti nel 1564, il feudo fu incamerato, e venduto a Marcantonio Rasini, primo Conte di Castelnovetto. La signoria dei Rasini durerà fino all'abolizione del feudalesimo (1797). Nel 1643 il borgo fu saccheggiato, compreso il monastero benedettino che qui sorgeva, per mano del principe Tommaso di Savoia che doveva rifornire la fortezza di Casale.
Nel 1707 intanto Castelnovetto, con la Lomellina, era passato sotto il dominio dei Savoia; nel 1859 fu incluso nella provincia di Pavia.

### Simboli
Lo stemma e il gonfalone sono stati concessi con decreto del presidente della Repubblica dell'11 giugno 1950.

## Monumenti e luoghi d'interesse

### Chiesa di Santa Maria delle Grazie
La parrocchia di Castelnovetto è risultata dalla fusione delle due esistenti nel medioevo: Santa Maria in Castello, dipendente dalla diocesi di Pavia e San Giorgio appartenente a quella di Vercelli (saranno poi entrambe assorbite dalla diocesi di Vercelli nel 1576 grazie alla permuta con Rosasco). La chiesa di Santa Maria delle Grazie è un edificio gotico lombardo del XV secolo, riportato alla forma originaria da un restauro del 1933; la facciata è tripartita da due alte lesene, al centro un pregevole portale inserito in un riquadro con decorazioni in cotto è sormontato da un notevole rosone ora murato mentre, ai lati delle due lesene si aprono due finestre ad arco acuto. La linea del tetto è ornata da archetti in cotto e da pinnacoli esagonali. L’interno è a tre navate con volte a crociera ornate con dipinti a motivi geometrici. Nella navata di sinistra si conserva un bel dipinto della Madonna con Bambino e Santi racchiuso in una ricca cornice e attribuita a Giuseppe Giovenone e una artistica statua dell'Addolorata che si diceva appartenere ai padri Serviti. Nella navata di destra si possono ammirare una interessante paliotto d’altare e una grande tela attribuita a Grazio Cossali (1597) raffigurante una Madonna del Rosario con Bambino e devoti in costumi seicenteschi. Dietro l’altare maggiore si trova un’abside quadrata con dipinti di angeli e santi. Sul lato destro della chiesa si apre un altro bel portale in cotto mentre sul retro della chiesa, accanto all’abside, si innalza un alto campanile, ricavato in una torre del castello del XIII sec.

### Ex chiesa di Sant'Antonio Abate ora sala polilifunzionale comunale "Fiorenzo Maggi"
L'edificio in oggetto, situato in comune di Castelnovetto in piazza della Confraternita, costituiva fino alla metà del 1900, la chiesa dedicata a S. Antonio Abate in Diocesi di Vercelli ed in uso alla confraternita del Santo Spirito.
Da flebili e frammentarie notizie storiche si apprende che, nel luogo in cui oggi sorge la chiesa della confraternita di S. Antonio, precedentemente sorgeva un castello distrutto dai Milanesi nel XIII secolo e che esisteva già prima del 1000. Ancora oggi, infatti, la zona dell'abitato in cui è situata la chiesa e le abitazioni circostanti viene chiamata in volgo “il castello”; la possibile presenza del castello è ulteriormente confermata dalla piccola altura chiaramente di natura antropica, tipica della collocazione dei castelli e delle rocche di pianura. Sicuramente, dopo le distruzioni del XIII secolo ad opera degli eserciti a seguito di Federico I di Svevia detto il Barbarossa, fu “Riedificata una forte rocca, che fece assumere al paese il nome di "Castronovo”; questa subì una seconda distruzione nelle guerre successive in epoca medioevale”. Le notizie storiche sopra riportate sono emerse dalle memorie del Rev. don Antonio Mascarino, parroco di Castelnovetto nel 1800, oggi conservate nell'archivio parrocchiale. Di sicuro si sa che il 23 ottobre 1553 la chiesa dedicata a S. Antonio non esisteva nelle fattezze attuali, dal momento che non se ne parla nel verbale della visita pastorale rintracciabile nell'archivio arcivescovile di Vercelli; risulta con chiarezza che l'Arcivescovo quel giorno si recò in visita ad altre chiese del paese.
Stando alle note storiche del Rev. Mascarino, la chiesa di S. Antonio sorse per volontà della popolazione nella seconda metà del 1600, in seguito alle direttive della Controriforma ed al rifiorire del sentimento religioso. Esistono due pietre millesimali incastonate nella muratura: la prima, in materiale lapideo, si trova sul lato nord del campanile e porta la data del 1599, anno in cui molto probabilmente fu terminata la torre e la stessa chiesa. L’altra è una data incisa su un mattone della muratura delle parti ottocentesche della chiesa sul lato sud e porta la data 1841.
In quel periodo la popolazione era dedita soprattutto ai lavori agricoli ed alla cura dell'allevamento del bestiame; ecco perché S. Antonio, considerato protettore degli animali domestici, era venerato con reverente ossequio.
Sta di fatto che probabilmente verso il 1700 la chiesa era edificata, come risulta dall’artistico paliotto d’altare in scagliola, firmato da Pietro Solari nel 1732, anche la bella tavola di Giuseppe Giovenone il Giovane (artista vercellese del sec. XVI) che rappresenta la Madonna con Bambino tra S. Antonio e S. Caterina d'Alessandria, si trovava nella stessa chiesa. Le due opere furono successivamente sistemate nella grande chiesa di S. Maria delle Grazie, per salvarle dal degrado quando, sul finire degli anni Sessanta, cominciò l'abbandono di S. Antonio.
Da un documento datato 1761, contenuto nel primo tomo del Catasto Sabaudo, si possono evincere notizie un po’ più certe; in esso compare, fra le altre chiese, uno schema planimetrico della “Chiesa di S. Antonio Abate nel Castello”. Tale chiesa è citata nell’elenco delle Comunità religiose, e la parola “Castello” non fa altro che dare più credibilità alle già citate parole del Rev. Mascarino, che ricordava la chiesa sorgere sulle rovine del vecchio castello.
Lo schema planimetrico presenta un corpo di fabbrica centrale, dal quale si distacca verso settentrione un altro piccolo corpo di fabbrica quadrato. L’insieme è circondato da terreni, mentre verso ovest probabilmente è già presente il sagrato della chiesa.
Di tale mappale vengono riportate accurate trilaterazioni e misure espresse in trabucchi (forse lombardi, pari a 2,611 m, o più probabilmente piemontesi, pari a 3,086 m).
Il corpo centrale della chiesa, contraddistinto dalla lettera C e da una croce greca, se confrontato con i rilievi eseguiti, permette di evidenziare particolari interessanti, come ad esempio la coincidenza approssimata della larghezza effettiva della facciata con la misura riportata sullo schema, come pure la lunghezza della navata è in proporzione con quanto riportato sul disegno.
Il secondo corpo quadrato, riportato verso settentrione, rappresenta probabilmente il campanile, ipotesi non suffragata dal confronto delle misure, né da un’ulteriore documentazione.
Nello schema catastale non compaiono invece gli altri corpi di fabbrica compreso l’abside e i locali laterali.
In altre pagine dello stesso documento vengono anche descritti, con meticolosa precisione, i vari possedimenti della Chiesa di S. Antonio Abate; si trattava di campi coltivati a prato, orto e piante, sparsi nel territorio limitrofo a Castelnovetto, ed alcuni adiacenti alla Roggia Rizzo Biraga. Viene inoltre rappresentata un’area “adibita a portico con ossario”, presente nel luogo oggi non più esistente. È altresì riportata la planimetria della chiesa con i terreni circostanti; in essa vengono esplicitate le coltivazioni di piante sull’attuale sagrato delimitato da un fossato detto “fosso comune” per metà compreso nel possedimento. Di tale fossato si hanno poche notizie; forse all’epoca era il fossato difensivo del vecchio castello, oppure un colatore per la raccolta di acque meteoriche. Nel documento catastale del 1775 compare il nome completo della Chiesa come “Confraternita dello Spirito Santo, sotto il titolo di S. Antonio Abate”, mentre altri scritti recanti la data 25 novembre 1785 raccontano di continue “aggiunzioni e deduzioni” di terreni ai già esistenti possedimenti.
È datato 23 ottobre 1806 un documento, stilato in Robbio ed avente come destinatario il direttore del Pubblico Demanio di Novara, che attesta la presenza di 5 chiese nel territorio castelnovettese: la Parrocchiale, S. Maria fuori il paese (già cadente), S. Giorgio fuori dall’abitato, la Madonnina Campestre e la Confraternita di S. Antonio. Da questo documento si evince che il numero di abitanti all’epoca era di circa “1200 anime”.
Il 15 gennaio 1807, la Chiesa di S. Antonio Abate viene definita come “sussidiaria” della Chiesa prospiciente di S. Maria delle Grazie, ed i possedimenti della confraternita, stimati attorno alle 30 tavole avevano un valore di 39 scudi, 1 lira e 3 ottavi.
Non emerge poi nessuna notizia rilevante; tranne quella che per più di due secoli la chiesa fu la sede della Confraternita di Santo Spirito formata da numerosi castelnovettesi, uomini e donne che lì si riunivano per popolari pratiche religiose, legate ai lavori agricoli e contadini.
Il fabbricato, dopo essere stato sconsacrato, venne trasferito al Comune di Castelnovetto all'inizio del 1983 con l'impegno di essere destinato, previo restauro conservativo, a scopi pubblici didattici e socioculturali.
Sono presenti pregevoli decorazioni interne che rivestono le volte del transetto, i decori consistono nella rappresentazione di S. Antonio fra gli animali sulla volta del transetto nord, e dell’Adorazione dell’Ostia sulla volta del transetto sud, oltre ad un Cristo Pantocratore dipinto sull’arco trionfale della chiesa, il tutto circondato da una profusione di decori fitomorfi, puttini, angioletti e decorazioni a grottesca al di sotto delle arcate.
Non si conosce esattamente la datazione di tali pitture, ma da un’attenta analisi, al di sotto del suddetto Cristo Pantocratore appare la firma di un certo Pierino Rognone, artista castelnovettese, il quale molto probabilmente dipinse o rinfrescò le decorazioni nel periodo fra la prima e Seconda guerra mondiale.
Nell’anno 2008 l’Amministrazione comunale ha effettuato lavori di restauro conservativo all’intero edificio adibendolo a sala polifunzionale intitolata al benefattore castelnovettese Fiorenzo Maggi.

### Santuario della Madonnina dei Campi
La chiesa origina da una edicola votiva dedicata alla Madonna di Loreto; nel 1580 fu edificato un oratorio poi ampliato nel XVII secolo. L'attuale costruzione neoclassica sorge in prossimità della S.S. dei Cairoli fra Robbio e Sant'Angelo ed è preceduta da un portico e con un campanile del 1929. L’interno è una navata con un solo altare addossato alla parete di fondo dell’absidiola: al centro è affrescata una Madonna con Bambino, putti e angeli. Notevole l'antico portone d'entrata in legno di rovere lavorato e una lapide che ricorda la morte di un pio devoto del XVIII secolo che qui volle essere sepolto. Curiosi, infine, i numerosi ex-voto per grazie ricevute conservati nella sacrestia aggiunta nell'Ottocento.
Le notizie bibliografiche sono quasi inesistenti, alcune brevi notizie sono riportate sul volumetto “le chiese santuario della lomellina” EI editrice in Pavia autore Romano BERGAMO aprile 1984, e nelle recenti Memorie di Marco ROMAGNOLI 2021.
Il corpo principale è databile nel 1600 come una vera chiesetta, appellata a Maria Santissima, per poi in definitiva prendere la denominazione attuale “Madonna dei Campi” o nel gergo popolare “Madonnina dei Campi”.
Il tempietto è in stile neoclassico ad una sola navata con un solo altare, dove sopra si vede la nicchia sul muro che conserva l’antico, e ormai un po’ sbiadito, affresco dell’Immagine Miracolosa della Madonna che tiene in grembo Gesù Bambino, di fattura semplice, ma con un suo alto valore storico-affettivo.
La festa religiosa, del santuario della Madonnina cade alla terza domenica di settembre che è celebrata con molto concordo dagli abitanti di Castelnovetto e dei comuni limitrofi, l’immagine sacra miracolosa, è venerata da un elevato numero di fedeli e pellegrini.
Nel 2023 il santuario è stato interessato da lavori di restauro conservativo di tutte le coperture e consolidamento delle murature di appoggio, opere finanziate con fondi del PNRR, del Ministero della Cultura, della Parrocchia di Santa Maria delle Grazie e con donazioni di fedeli.

### Asilo Infantile Avv. Pompeo Gambarana
L’istituzione era nata nella mente dell’Avv. Pompeo Gambarana, molto tempo prima che scrivesse il testamento segreto del 1858, in molte espressioni delle sue memorie e dei suoi vari scritti, chiaramente si arguisce come un suo costante pensiero fosse quello di destinare tutte le proprie sostanze a beneficio dell’infanzia bisognosa di Castelnovetto.
Alla morte dell’Avv. Pompeo Gambarana, avvenuta presso la Casa della Salute di Milano il 25 luglio 1874 si aprì una complessa procedura testamentaria conclusasi nel 1882 quando il Tribunale di Vigevano autorizzava l’esecutore testamentario a dar le consegne all’Amministrazione dell’Ente per procedere alla costruzione dell’asilo, conferendo incarico all’Ing. Giuseppe Cecchi di Candia Lomellina di redigere un progetto per una costruzione ex novo da destinarsi ad asilo infantile.
Il bando di appalto fu pubblicato sulla gazzetta Ufficiale del 8 luglio 1882, si aggiudicò i lavori l’impresa Bertolotti che completò l’opera nel 1884, nell’agosto dello stesso anno avveniva l’inaugurazione, i fanciulli ammessi erano circa duecento, assistiti da tre maestre, Suore di Carità di Vercelli, coadiuvate da assistenti ed inservienti.
La costruzione dell’edificio avvenne previa demolizione dell’abitazione di famiglia dell’Avv. Gambarana ed altri fabbricati rurali per creare un ampio e regolare sedime.
Lo stile del fabbricato è chiaramente neoclassico e realizzato interamente in muratura portante con ampie volte a crociera, le aule sono ampie e luminose e dotate di tutti i servizi per garantire un’ottima fruizione ai bimbi ed al personale, il palazzo era dotato verso il cortile interno di un ampio porticato con colonne doriche in granito bianco di Montorfano che sorreggevano un’ampia terrazza esposta a sud ovest, sicuramente all’epoca della costruzione era un raro esempio di edificio concepito, costruito ed utilizzato per scopi educativi e sociali a compimento delle volontà del fondatore. Nel 1938 vengono realizzati lavori di restauro e di abbellimento al palazzo, la costruzione di servizi adeguati e la chiusura del porticato verso il cortile con ampie porte e finestre, creando una luminosa veranda.
Oggi, a conferma della illuminata volontà del fondatore, nel palazzo sono presenti due attività che svolgono compiti di benessere sociale ed educativo, La Fondazione Asilo Infantile “Avv. Pompeo Gambarana” svolge l’attività di scuola dell’infanzia ed è presente a partire dal 2008 un centro diurno integrato per assistenza agli anziani.

## Galleria d'immagini

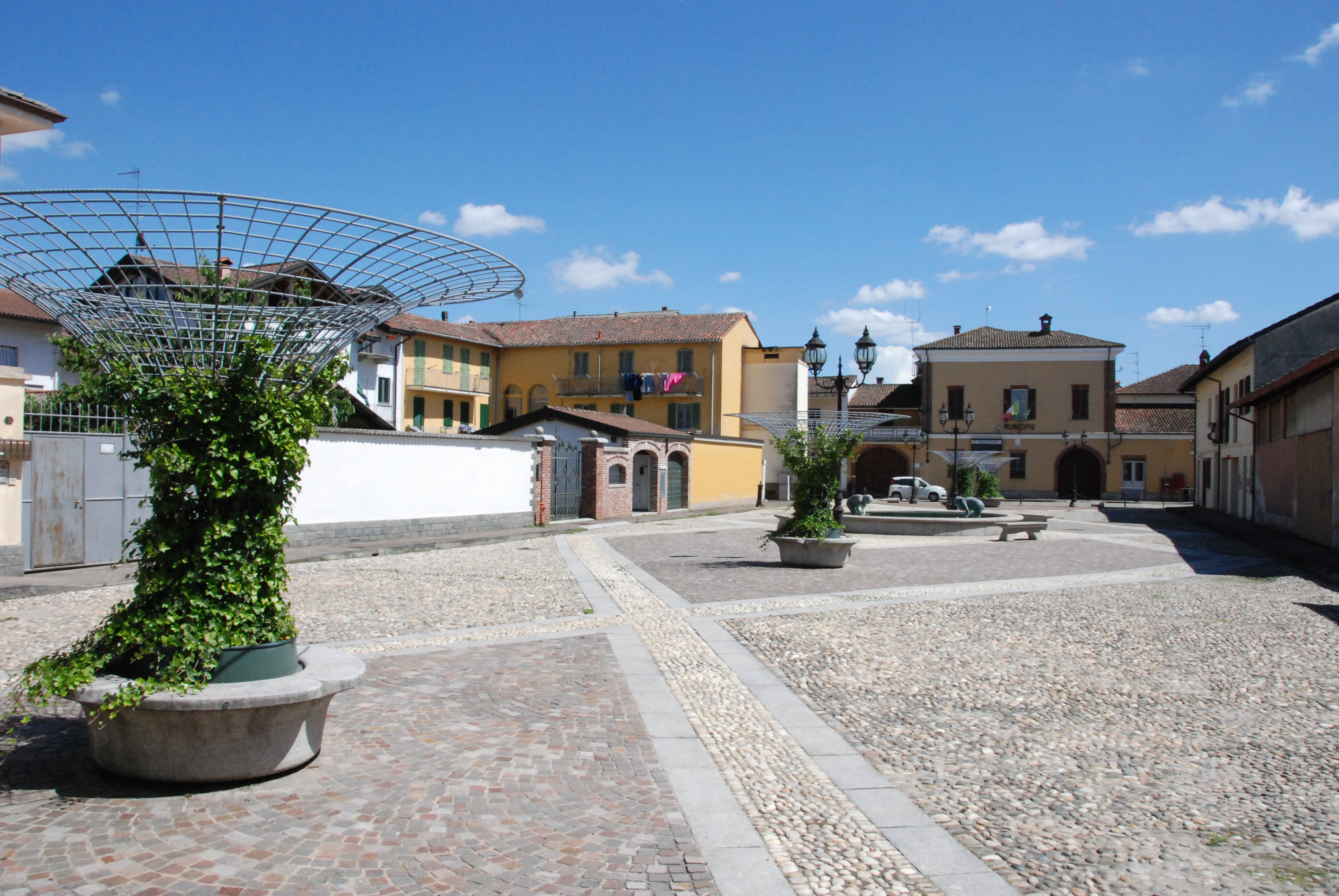
Piazza Giuseppe Ferraris (notaio e benefattore) sullo sfondo edificio comunale
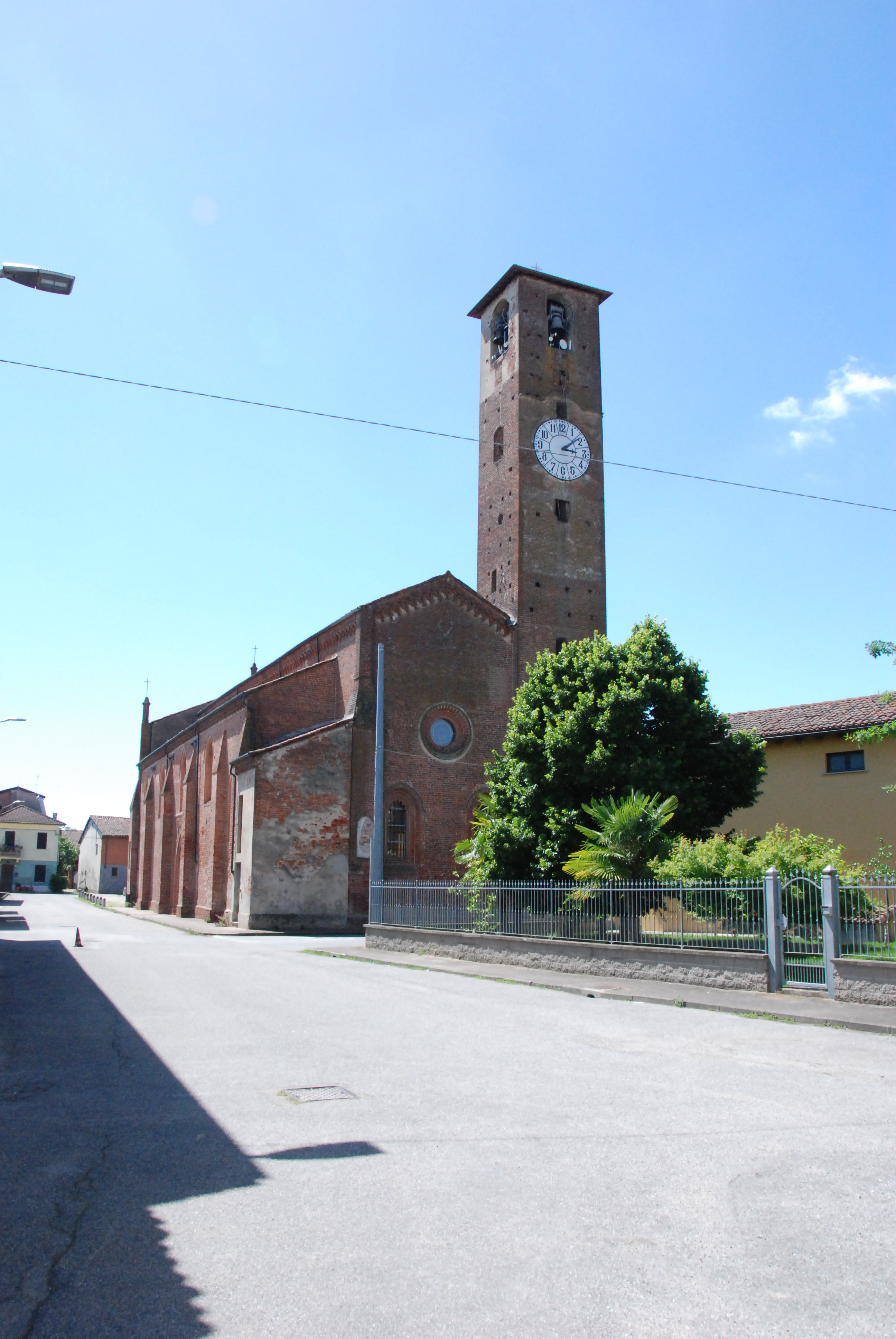
Torre campanaria della chiesa parrocchiale, probabile edificazione su una parte di una torre del castello medioevale
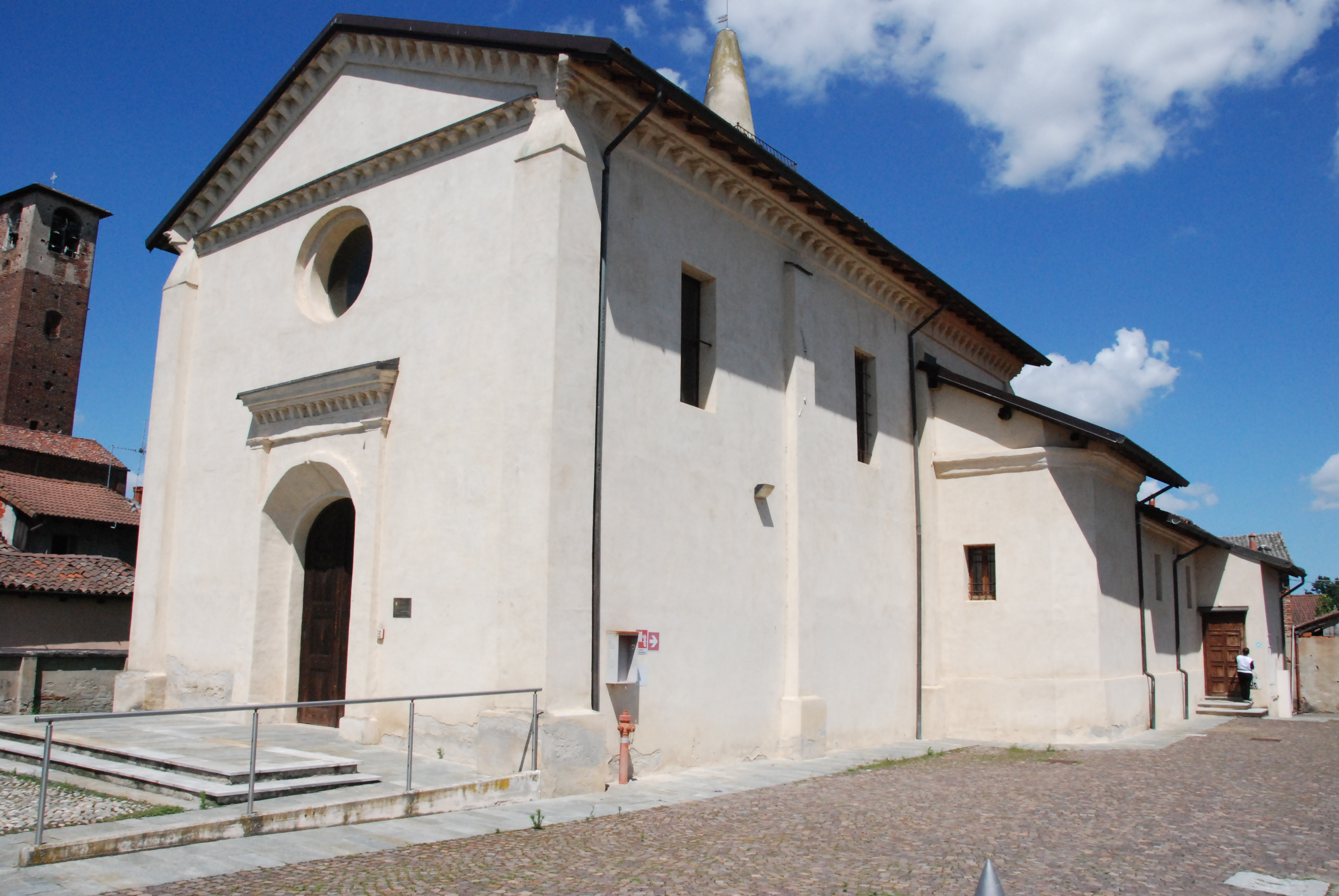
Chiesa sconsacrata della Confraternita di Sant'Antonio, ora sala polifunzionale comunale "FIORENZO MAGGI"
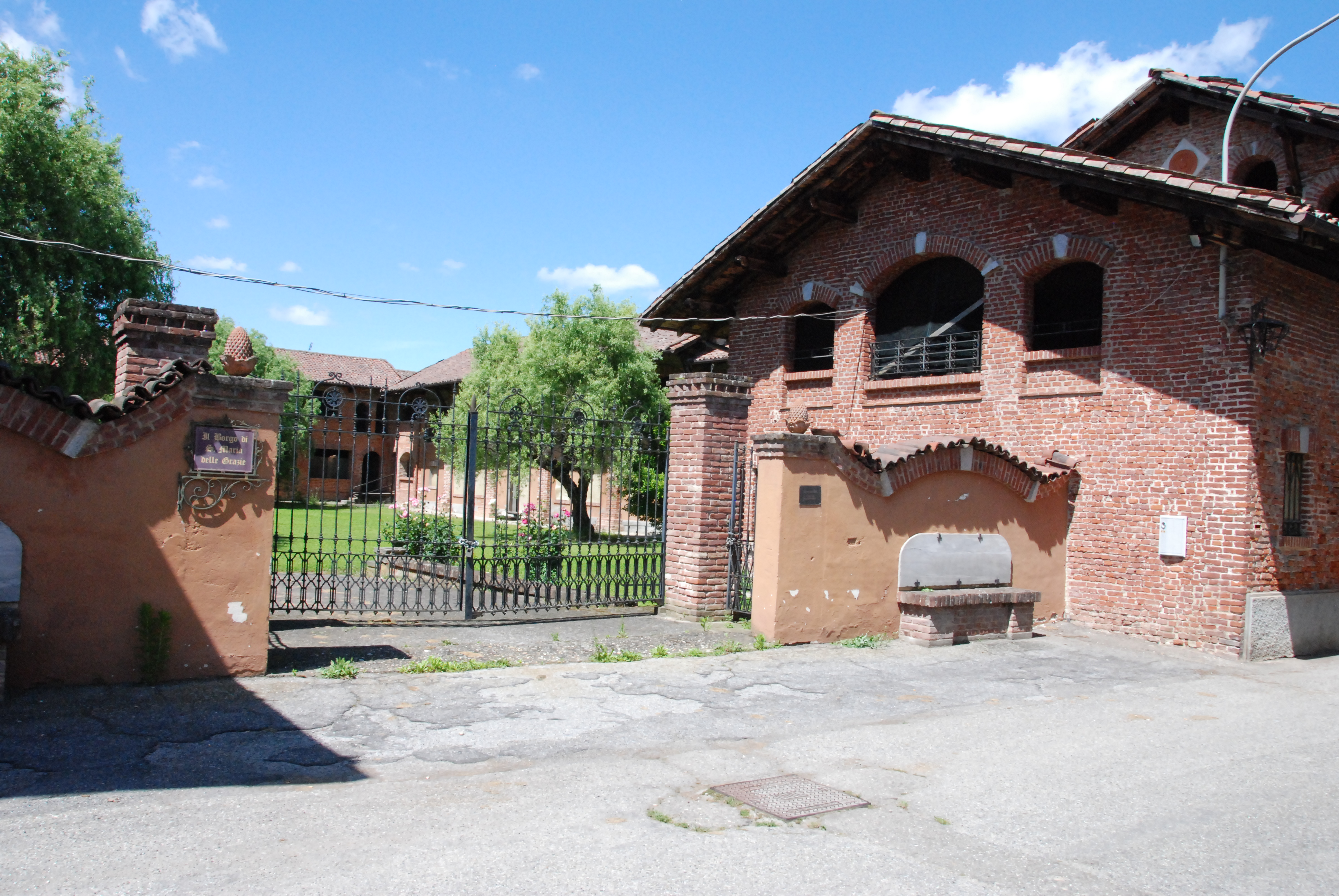
Cascinale posto nel vecchio nucleo "Borgo Santa Maria delle Grazie"
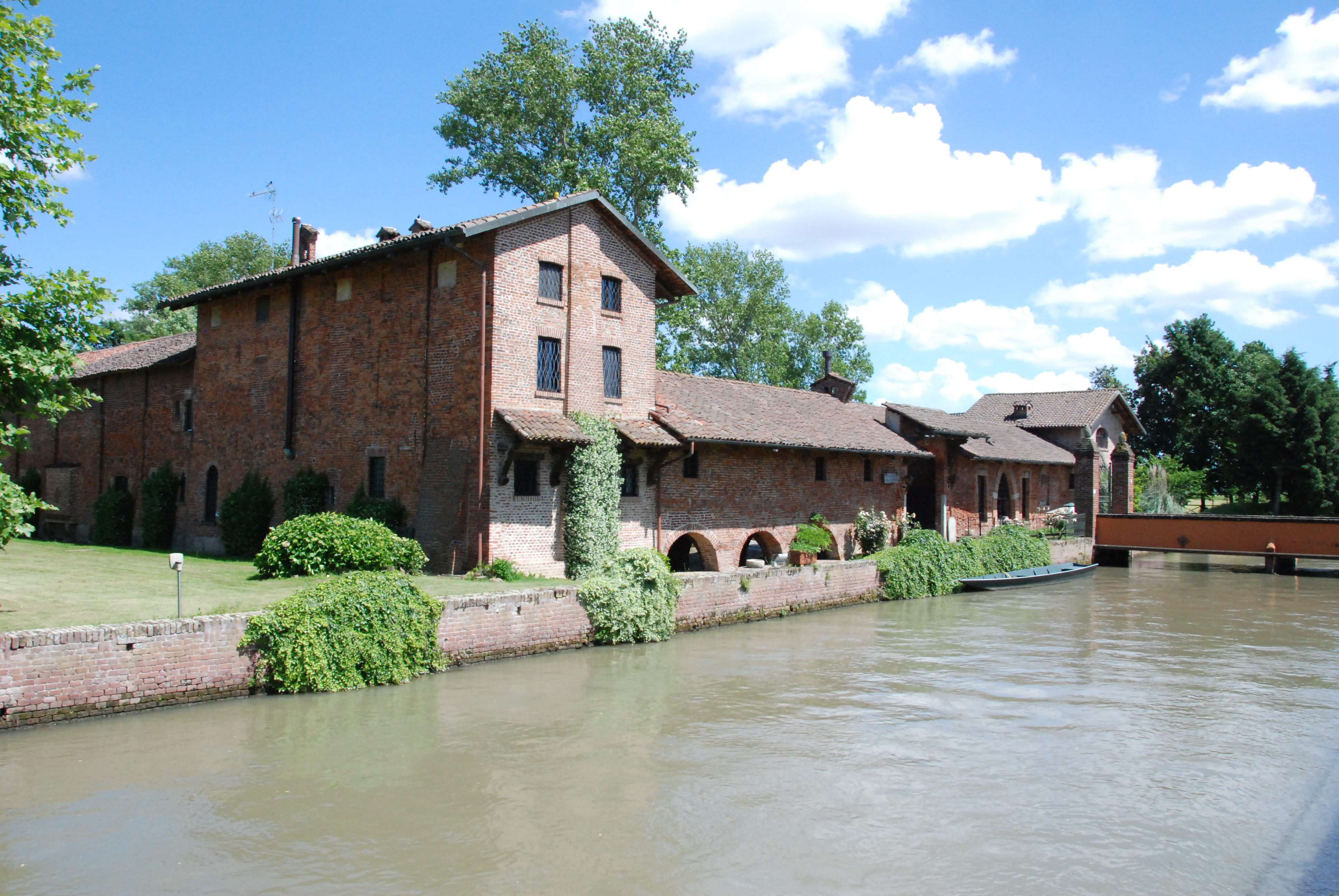
Cascinale "La Filanda" edificato sulla riva sinistra della Roggia "Rizzo Biraga"
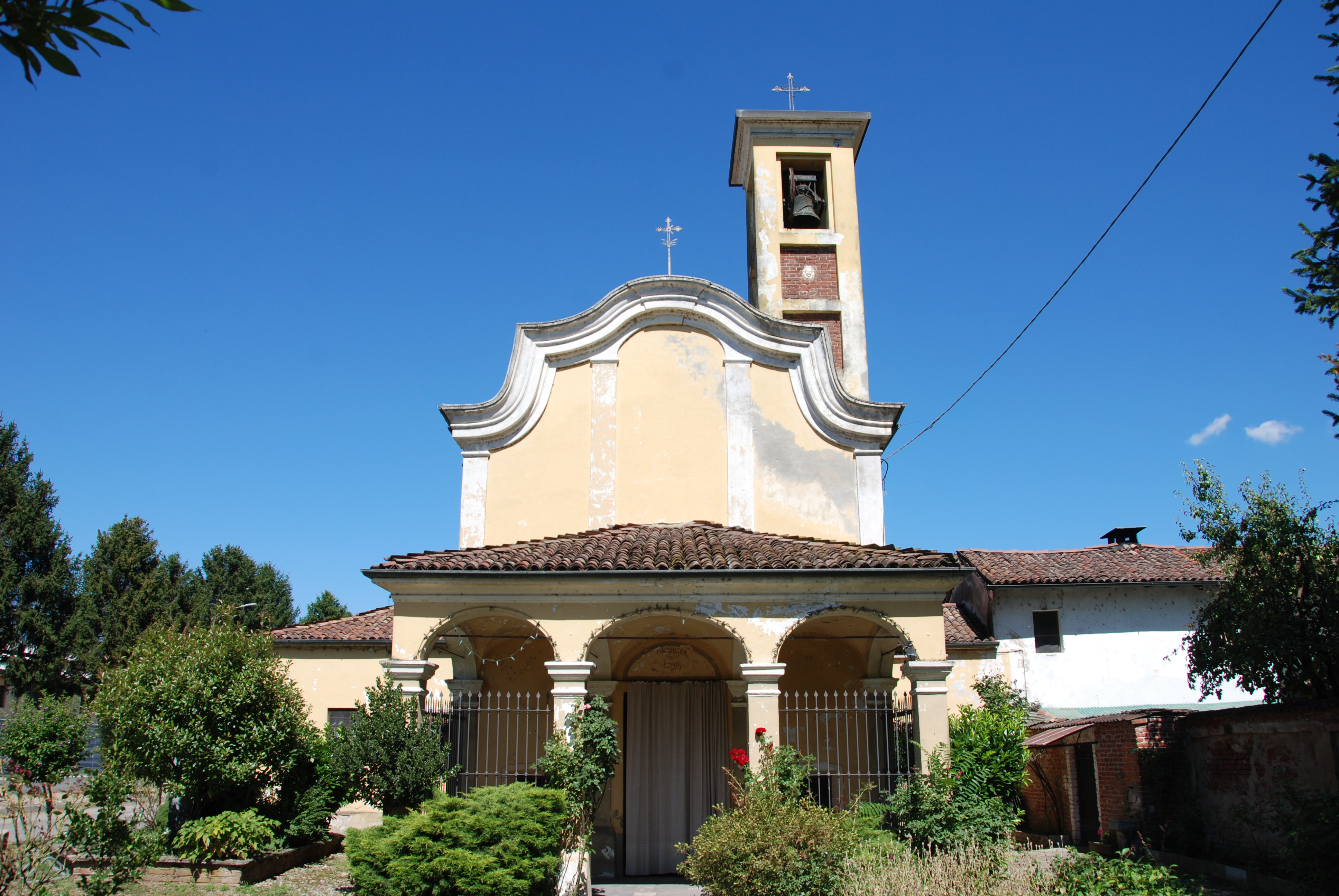
Santuario Madonnina dei Campi, fronte ovest con ingresso principale
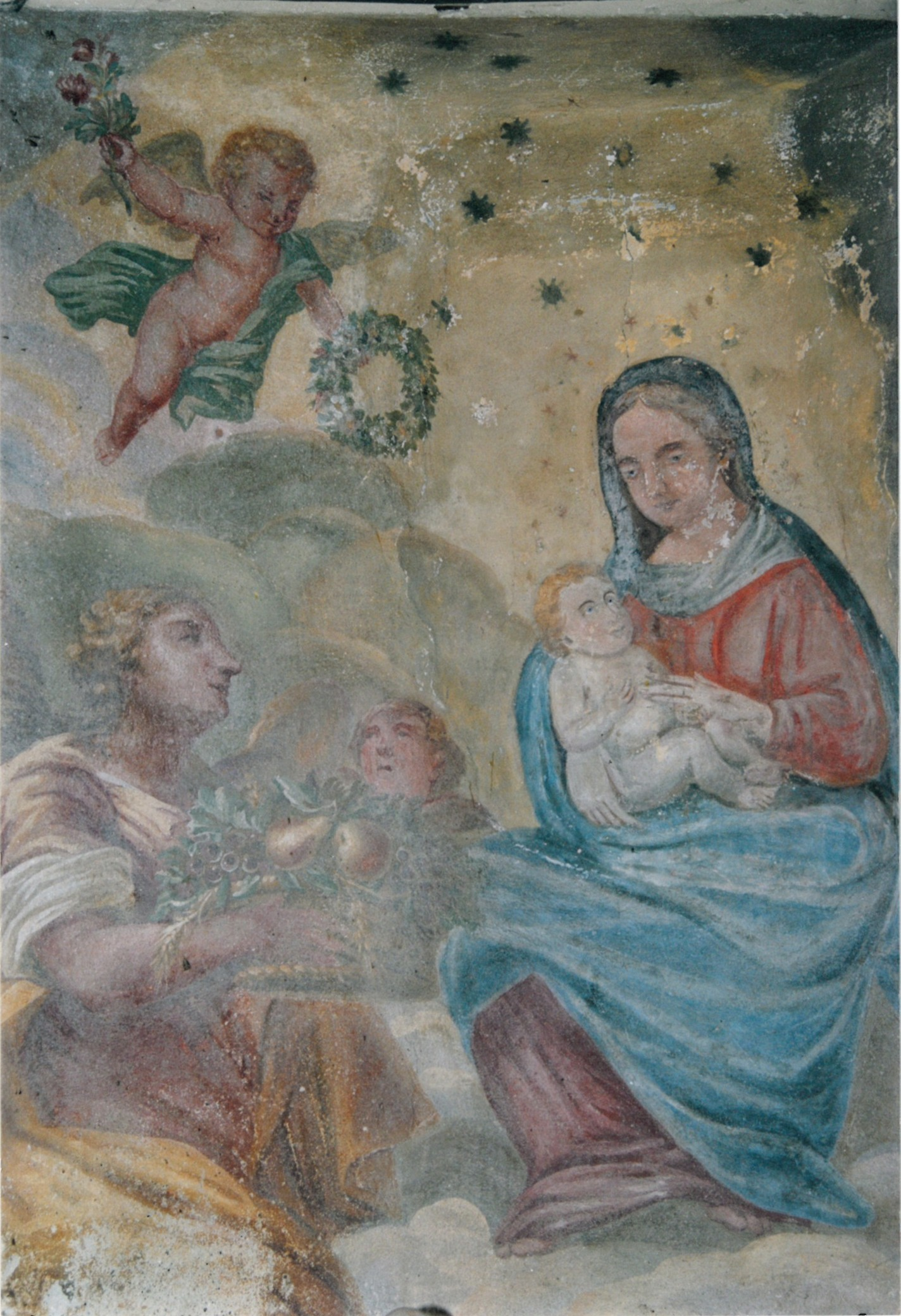
Santuario Madonnina dei Campi, immagine Miracolosa Madonna con in braccio Gesù Bambino, affresco in nicchia ricavata nel muro absidale
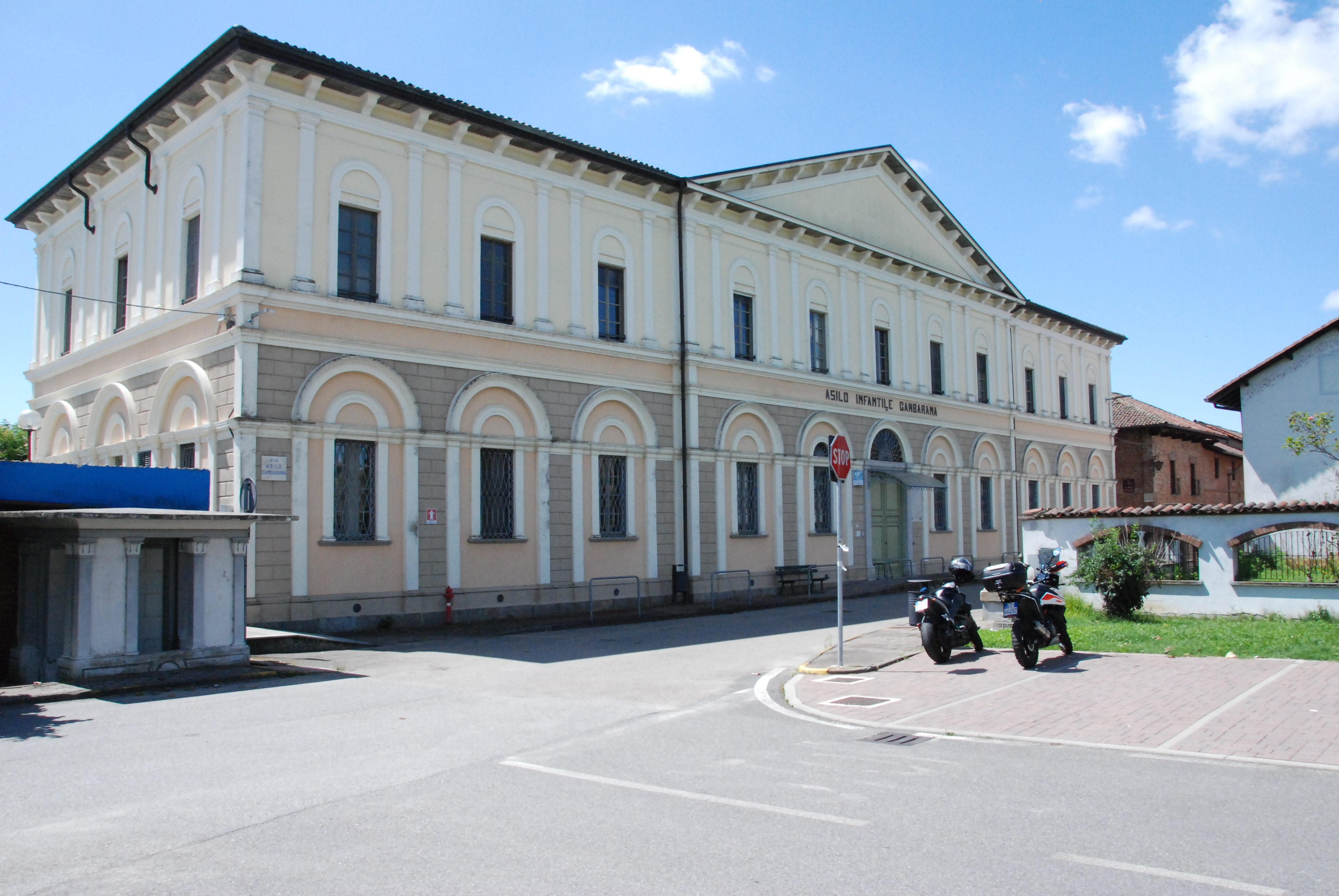
Palazzo Asilo Infantile Avv. Pompeo Gambarana

## Società

### Evoluzione demografica
Abitanti censiti

## Sport
Dal 1971 è presente in paese la società calcistica U.S. Castelnovetto, che raggiunge l'apice della sua fama negli anni 80, vincendo la 2ª categoria. In 1ª categoria disputa vari derby con i rivali del Robbio e Confienza comuni che distano pochi km. Nel 2010 la società si è sciolta e, dopo lunghe militanze in 3ª categoria.
ad oggi U.S. Castelnovetto è una società di calcio dilettantistica che milita nel campionato di Prima Categoria girone I